# Mira Fornay
Mira Fornay (Bratislava, 8 maggio 1977) è una regista e sceneggiatrice slovacca.

## Biografia
Ha studiato alla scuola di cinema di Praga (FAMU) e alla Scuola nazionale di cinema e televisione (NTFS) a Beaconsfield. Il suo film My Dog Killer ha vinto l'Hivos Tiger Award all'International Film Festival Rotterdam (IFFRIG) ed è stato selezionato come film slovacco candidato al Premio Oscar nella categoria Oscar al miglior film straniero nel 2013.

## Filmografia parziale
- My Dog Killer (Môj pes Killer) (2013)
- Líštičky (2009) (Little Foxes)
- Alzbeta (short) (2004)
- Malá nesdělení  (cortometraggio) (2002) (Small Untold Things)
- Ex-pozice (2001)
- Hrám, ktoré sa hrávam (cortometraggio) (1999)
- Prach (cortometraggio) (1999)
- A ja tancujem... (cortometraggio) (1998)